# Ctenotus angusticeps
Espèce
Ctenotus angusticeps est une espèce de sauriens de la famille des Scincidae.

## Répartition
Cette espèce est endémique de l'île d'Airlie en Australie-Occidentale en Australie.

## Étymologie
Le nom spécifique angusticeps vient du latin angustus, étroit, et de ceps, la tête, en référence à l'aspect de ce saurien.

## Publication originale
- Storr, 1988 : A new Ctenotus (Lacertilia: Scincidae) from Western Australia. Records of the Western Australian Museum, vol. 14, no 1, p. 139-140 (texte intégral).